# Glowly days
《glowly days》是日本的女歌手西野加奈的第2張單曲，在2008年4月23日由SME Records Inc.發售。

## 概要
- 「glowly days」是TBS電視台「COUNT DOWN TV」片尾曲、FM三重「SINGLE TOP 30」2008年4月份片尾曲、STARCAT Channel「みゆきカフェ」2008年5月份片尾曲和熊本縣民電視台「テレビタミン」2008年5月份片尾曲。
- 此單曲只有「CD ONLY」1個版本。
- 在5月5日於公信榜單曲週排行榜取得第126位。

## 收錄內容
1. glowly days
（作詞：Kana Nishino / 作曲：Marimo Wamoto / 編曲：SiZK）
2. celtic
（作詞：Kana Nishino / 作曲：Gajin / 編曲：Makoto Sakuma）
3. Yami Yami Day
（作詞：Kana Nishino / 編曲：SiZK）